# Dirce Reis
Dirce Reis es un municipio brasileño del estado de São Paulo. Se localiza a una latitud 20º27'58" sur y a una longitud 50º36'22" oeste, estando a una altitud de 402 metros. La ciudad tiene una población de 1.689 habitantes (IBGE/2010). Dirce Reis pertenece a la Microrregión de Jales.

## Geografía

### Demografía
Datos del Censo - 2010
Población Total: 1.689
- Urbana: 1.279
- Rural: 410
- Hombres: 875[6]
- Mujeres: 814

Densidad demográfica (hab./km²): 19,12
Mortalidad infantil hasta 1 año (por mil): 18,64
Expectativa de vida (años): 69,80
Tasa de fertilidad (hijos por mujer): 2,33
Tasa de Alfabetización: 80,61%
Índice de Desarrollo Humano (IDH-M): 0,737
- IDH-M Salario: 0,648
- IDH-M Longevidad: 0,747
- IDH-M Educación: 0,815

(Fuente: IPEADATA)

### Hidrografía
- Río São José dos Dourados
- Arroyo Marimbondo

### Carreteras
- SP-463
- SP-563
- SP-320

## Administración
- Prefecto: Euclides Scriboni Benini (Cridão) - DEM (2009/2012)
- Viceprefecto: Marcelo José Bernardo - PSDB (2009/2012)
- Presidente de la Cámara:Aparecida de los Reyes Rizzi - PSD (2011/2012)

## Religión
El Cristianismo está presente en la ciudad de la siguiente manera:

### Iglesia Católica
La iglesia católica del municipio forma parte de la Diócesis de Jales.

### Iglesia Protestante
En la ciudad están presentes las más diversas creencias evangélicas, principalmente pentecostales, incluidas las Asambleas de Dios de Brasil (la iglesia evangélica más grande del país), Congregación Cristiana, entre otras. Estas denominaciones están creciendo cada vez más en todo Brasil.